# Didymodon polycephalus
Didymodon polycephalus là một loài rêu trong họ Pottiaceae. Loài này được Mont. mô tả khoa học đầu tiên năm 1845.